# Lijst van oorlogsmonumenten in Pijnacker-Nootdorp
De Nederlandse gemeente Pijnacker-Nootdorp heeft 2 oorlogsmonumenten. Hieronder een overzicht.
| Nr.  | Object                        | Herdachte groep                                                                                                   | Ontwerper      | Onthulling | Type       | Locatie           | Plaats    | Coördinaten                  | Foto                          |
| ---- | ----------------------------- | --- | -------------- | ---------- | ---------- | ----------------- | --------- | ---------------------------- | ----------------------------- |
| 1331 | Oorlogsmonument               | algemeen, allen, militairen in dienst van het Ned. Kon. na 1945, militairen in dienst van het Ned. Kon. 1940-1945 | A.M. Bruggeman | 4 mei 1985 | gedenkmuur | Emmapark, 2641 EM | Pijnacker | 52° 1' 11" NB, 4° 26' 6" OL  | Oorlogsmonument               |
| 2997 | Monument voor Lubbert Brouwer | militairen in dienst van het Ned. Kon. 1940-1945                                                                  |                |            | reliëf     | Raadhuispad, 2631 | Nootdorp  | 52° 2' 34" NB, 4° 23' 44" OL | Monument voor Lubbert Brouwer |

Alblasserdam ·
Albrandswaard ·
Alphen aan den Rijn ·
Barendrecht ·
Bodegraven-Reeuwijk ·
Capelle aan den IJssel ·
Delft ·
Den Haag ·
Dordrecht ·
Goeree-Overflakkee ·
Gorinchem ·
Gouda ·
Hardinxveld-Giessendam ·
Hendrik-Ido-Ambacht ·
Hillegom ·
Hoeksche Waard ·
Kaag en Braassem ·
Katwijk ·
Krimpen aan den IJssel ·
Krimpenerwaard ·
Lansingerland ·
Leiden ·
Leiderdorp ·
Leidschendam-Voorburg ·
Lisse ·
Maassluis ·
Midden-Delfland ·
Molenlanden ·
Nieuwkoop ·
Nissewaard ·
Noordwijk ·
Oegstgeest ·
Papendrecht ·
Pijnacker-Nootdorp ·
Ridderkerk ·
Rijswijk ·
Rotterdam ·
Schiedam ·
Sliedrecht ·
Teylingen ·
Vlaardingen ·
Voorne aan Zee ·
Voorschoten ·
Waddinxveen ·
Wassenaar ·
Westland ·
Zoetermeer ·
Zoeterwoude ·
Zuidplas ·
Zwijndrecht